# Cláudio Coutinho
Cláudio Pêcego de Moraes Coutinho (Dom Pedrito, Río Grande del Sur, 5 de enero de 1939 - Río de Janeiro, 27 de noviembre de 1981), más conocido como Cláudio Coutinho, fue un militar y entrenador de fútbol brasileño. Fue entrenador de la selección brasileña que consiguió el tercer lugar en la Copa del Mundo de 1978.

## Fallecimiento
Murió ahogado el 27 de noviembre de 1981 en Río de Janeiro mientras se encontraba de vacaciones, a la edad de 42 años.

## Equipos
| Equipo                                                     | País           | Año         |
| ---------------------------------------------------------- | -------------- | ----------- |
| Selección nacional (preparador físico)                     | Brasil         | 1970        |
| Selección nacional (supervisor)                            | Perú           | 1970        |
| Vasco da Gama                                              | Brasil         | 1971 - 1973 |
| Selección nacional (preparador físico)                     | Perú           | 1973        |
| Selección nacional (coordinador técnico)                   | Brasil         | 1974        |
| Olympique de Marsella (preparador físico)                  | Francia        | 1975        |
| Selección nacional sub-23 (preparador físico y supervisor) | Brasil         | 1976        |
| Selección nacional sub-23                                  | Brasil         | 1976        |
| Flamengo                                                   | Brasil         | 1976 - 1977 |
| Selección nacional                                         | Brasil         | 1977 - 1980 |
| Flamengo                                                   | Brasil         | 1978 - 1980 |
| Los Angeles Aztecs                                         | Estados Unidos | 1981        |

## Palmarés

### Campeonatos regionales
| Título                                | Equipo   | Estado         | Año  |
| ------------------------------------- | -------- | -------------- | ---- |
| Taça Guanabara                        | Flamengo | Río de Janeiro | 1978 |
| Taça Río                              | Flamengo | Río de Janeiro | 1978 |
| Campeonato Carioca                    | Flamengo | Río de Janeiro | 1978 |
| Taça Guanabara                        | Flamengo | Río de Janeiro | 1979 |
| Campeonato Carioca                    | Flamengo | Río de Janeiro | 1979 |
| Campeonato Carioca (edición especial) | Flamengo | Río de Janeiro | 1979 |
| Taça Guanabara                        | Flamengo | Río de Janeiro | 1980 |

### Campeonatos nacionales
| Título  | Equipo   | País   | Año  |
| ------- | -------- | ------ | ---- |
| Serie A | Flamengo | Brasil | 1980 |